# Éric Bouvier
Éric Bouvier, né le 5 janvier 1961 à Lyon (Rhône), est un joueur international français de volley-ball, et un dirigeant d'entreprise, actuellement président directeur de BG Medicine.
Joueur, il était particulièrement reconnu pour ses qualités physiques (1,96 m pour 100 kg), et ses attaques "canons aux trois mètres".
De 1984 à 1986, il fait partie de l'équipe de France, avec Alain Fabiani, Philippe Blain ou Laurent Tillie, qui se préparèrent sous forme de commando en vue du mondial de volley 1986 se déroulant en France.

## Formation
Parallèlement à sa carrière sportive, Éric Bouvier a suivi des études de pharmacie, puis de management. Il est docteur en pharmacie, et titulaire d’un MBA d'EM LYON, obtenu en 1993.

## Parcours professionnel
Éric Bouvier mène depuis 1993 une carrière dans le secteur des biotechnologies. 
De 1993 à 2000, il exerce au sein du groupe bioMérieux les fonctions d’ingénieur commercial et de responsable régional des ventes en France, puis au niveau mondial la fonction de directeur marketing.
De 2002 à 2006, il est successivement directeur adjoint de la business unit biologie moléculaire, puis président et directeur général de la filiale nord américaine de bioMérieux.
De 2006 à 2011, il est directeur général adjoint du groupe bioMérieux.
À partir de Juin 2011 il est Président de Leica Microsystems, puis depuis janvier 2012, il est président directeur de BG Medicine.

## Clubs (joueur)
| Club         | Pays   | De          | À         |
| ------------ | ------ | ----------- | --------- |
| Grenoble UC  | France | .... - .... | 1984-1985 |
| ASUL Lyon    | France | 1986-1987   | 1990-1991 |
| AS Fréjus VB | France | 1991-1992   | 1991-1992 |

## Palmarès (joueur)

### Équipe de France
- Médaille Argent Championnat Europe 1987
- Médaille Bronze Championnat Europe 1985
- 325 sélections en équipe de France de 1979 à 1992
- capitaine de l'équipe de France de 1988 à 1990

### En club
- Championnat de France (2)
  - Vainqueur : 1985, 1992